# Incêndio de Copenhague de 1795

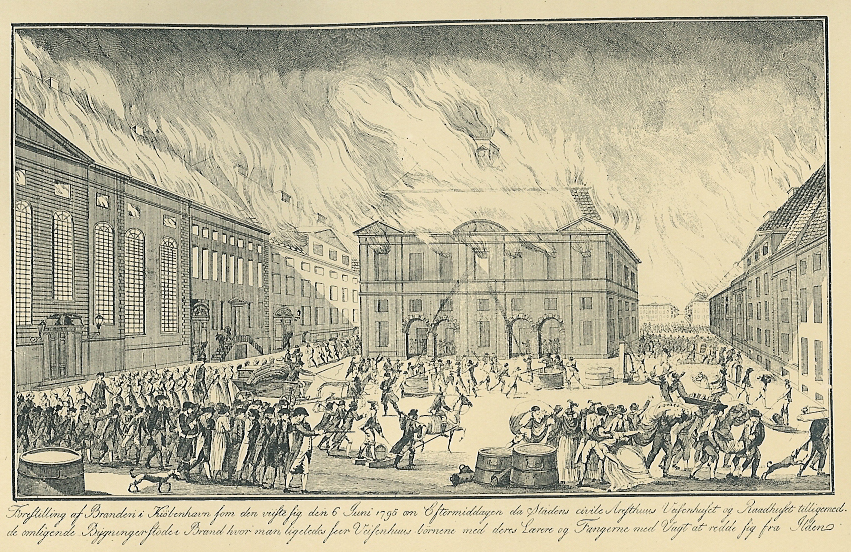
Prefeitura de Copenhague (1728-1795), em chamas, durante o grande incêndio na cidade em 1795

O Incêndio de Copenhague de 1795 iniciou-se na sexta-feira, dia 5 de junho, por volta das 3h00 da tarde. Destruiu 941 casas e deixou cerca de 6 000 pessoas sem abrigo. O fogo queimou a parte restante da Copenhague medieval que o incêndio de Copenhague de 1728 havia poupado. O incêndio acabou em 7 de junho.